# Bataille de Douvres (1217)
Conflit entre Capétiens et Plantagenêts - 
Première Guerre des barons
Batailles
- Fréteval (1194)
- Gisors (1198)
- Châlus-Chabrol (1199)

- Mirebeau (1202) (en)
- Château-Gaillard (1203-1204)
- Rouen (1204)

- Damme (navale) (1213)
- Damme (terrestre) (1213)
- La Roche-aux-Moines (1214)
- Bouvines (1214)

- Lincoln (1217)
- Douvres (1217)
- Sandwich (1217)

- La Rochelle (1224)

- Taillebourg (1242)

 La bataille de Douvres est une bataille navale opposant au début de l'année 1217 une flotte anglaise de 30 à 40 navires sous le commandement de Hubert de Burgh à une flotte française de quelque 80 bateaux (pour l'essentiel de petites unités) emmenée par Eustache le moine.

## Historique
Au cours de la Première Guerre des barons qui secoue le royaume d'Angleterre entre 1215 et 1217, les barons anglais révoltés recherchent l'appui du prince Louis (futur Louis VIII de France) et lui offrent le trône d'Angleterre (il est en effet l'époux de Blanche de Castille, petite-fille de feu le roi Henri II d'Angleterre). En 1216, Louis débarque en Angleterre et capture quatre des Cinq-Ports dans le sud-est du pays, à l'exception notable de Douvres, où Hubert de Burgh soutient avec opiniâtreté un siège qui dure déjà depuis plusieurs mois.
Des renforts français sont prévus : 900 hommes et des vivres transportés à bord de 10 navires de guerre escortant 70 petites unités. De Burgh dispose d'une flotte de seize grands navires et de quelque vingt navires marchands gréés en guerre ; il fait voile depuis Douvres pour intercepter la flottille française avant qu'ils ne puissent accoster.
Dans un mouvement inédit, de Burgh contourne la flotte française pour mieux l'attaquer par vent arrière et lance d'abord une volée de carreaux d'arbalète, suivis par de la poussière de chaux vive dans le but d'aveugler les Français, après quoi les navires anglais s'approchent des vaisseaux d'Eustache pour la manœuvre classique de l'abordage et du combat au corps à corps, phase finale au cours de laquelle les Anglais détruisent ou capturent les trois-quarts des bateaux français.
Eustache parvient toutefois à s'enfuir, mais trouvera la mort quelques mois plus tard en août 1217, pendant la bataille de Sandwich, au cours de laquelle il est capturé et décapité.